# 妮可·基嫚之風情萬種
《妮可·基嫚之風情萬種》（英語：The Portrait of a Lady）是一部1996年的美國-英國合拍電影，根據亨利·詹姆斯的同名小說《贵妇画像》改編。

## 外部連結
- 互联网电影数据库（IMDb）上《妮可基嫚之風情萬種》的资料（英文）
- AllMovie上《妮可基嫚之風情萬種》的资料（英文）
- 爛番茄上《妮可基嫚之風情萬種》的資料（英文）
- 開眼電影網上《妮可基嫚之風情萬種（页面存档备份，存于）》的資料 （繁體中文）
- 香港外語電影資料網上《妮可基嫚之風情萬種（页面存档备份，存于）》的資料 （繁體中文）
- 豆瓣电影上《妮可·基嫚之風情萬種》的資料 （简体中文）